# BAFTA de melhores efeitos visuais
O BAFTA de Melhores Efeitos Visuais (no original, em inglês: BAFTA Award for Best Special Visual Effects) é um dos prêmios concebidos anualmente na cerimônia, que reconhece o trabalho de especialistas em efeitos especiais.

## Vencedores e indicados

### Década de 1980
| Ano  | Filme                                | Vencedor(es)                                                                              |
| ---- | ------------------------------------ | ----------------------------------------------------------------------------------------- |
| 1983 | Poltergeist                          | Richard Edlund                                                                            |
| 1983 | Blade Runner                         | Douglas Trumbull, Richard Yuricich e David Dryer                                          |
| 1983 | E.T. the Extra-Terrestrial           | Dennis Muren e Carlo Rambaldi                                                             |
| 1983 | Tron                                 | Richard Taylor e Harrison Ellenshaw                                                       |
| 1984 | Return of the Jedi                   | Richard Edlund, Dennis Muren, Ken Ralston e Kit West                                      |
| 1984 | The Dark Crystal                     | Roy Field, Brian Smithies e Ian Wingrove                                                  |
| 1984 | WarGames                             | Mike Fink, Joe Digaetano, Jack Cooperman, Don Hansard, Colin Cantwell e William A. Fraker |
| 1984 | Zelig                                | Gordon Willis, Joel Hynek, Stuart Robertson e Richard Greenberg                           |
| 1985 | Indiana Jones and the Temple of Doom | Dennis Muren, George Gibbs, Michael J. McAlister e Lorne Peterson                         |
| 1985 | The Company of Wolves                | Christopher Tucker e Alan Whibley                                                         |
| 1985 | Ghostbusters                         | Richard Edlund                                                                            |
| 1985 | The Killing Fields                   | Fred Cramer                                                                               |
| 1986 | Brazil                               | George Gibbs e Richard Conway                                                             |
| 1986 | Back to the Future                   | Kevin Pike e Ken Ralston                                                                  |
| 1986 | Legend                               | Nick Allder e Peter Voysey                                                                |
| 1986 | The Purple Rose of Cairo             | Greenberg Associates                                                                      |
| 1987 | Aliens                               | Robert Skotak, Brian Johnson, Suzanne M. Benson, John Richardson e Stan Winston           |
| 1987 | The Mission                          | Peter Hutchinson                                                                          |
| 1987 | Dreamchild                           | Duncan Kenworthy, John Stephenson e Chris Carr                                            |
| 1987 | Labyrinth                            | Roy Field, Brian Froud, George Gibbs e Tony Dunsterville                                  |
| 1988 | The Witches of Eastwick              | Michael Lantieri, Michael Owens, Ed Jones e Bruce Walters                                 |
| 1988 | The Fly                              | Chris Walas, Jon Berg, Louis Craig e Hoyt Yeatman                                         |
| 1988 | Full Metal Jacket                    | John Evans                                                                                |
| 1988 | Little Shop of Horrors               | Bran Ferren, Martin Gutteridge, Lyle Conway e Richard Conway                              |
| 1989 | Who Framed Roger Rabbit              | George Gibbs, Richard Williams, Ken Ralston e Ed Jones                                    |
| 1989 | Beetlejuice                          | Peter Kuran, Alan Munro, Robert Short e Ted Rae                                           |
| 1989 | The Last Emperor                     | Giannetto De Rossi e Fabrizio Martinelli                                                  |
| 1989 | RoboCop                              | Rob Bottin, Phil Tippett, Peter Kuran e Rocco Gioffre                                     |
| 1990 | Back to the Future Part II           | Ken Ralston, Michael Lantieri, John Bell e Steve Gawley                                   |
| 1990 | The Adventures of Baron Munchausen   | Kent Houston e Richard Conway                                                             |
| 1990 | Batman                               | Derek Meddings e John Evans                                                               |
| 1990 | Indiana Jones and the Last Crusade   | George Gibbs, Michael J. McAlister, Mark Sullivan e John Ellis                            |

### Década de 1990
| Ano  | Filme                                     | Vencedor(es)                                                                               |
| ---- | ----------------------------------------- | ------------------------------------------------------------------------------------------ |
| 1991 | Honey, I Shrunk the Kids                  | Equipe de produção                                                                         |
| 1991 | Dick Tracy                                | Equipe de produção                                                                         |
| 1991 | Ghost                                     | Equipe de produção                                                                         |
| 1991 | Total Recall                              | Equipe de produção                                                                         |
| 1992 | Terminator 2: Judgment Day                | Stan Winston, Dennis Muren, Gene Warren Jr. e Robert Skotak                                |
| 1992 | Backdraft                                 | Allen Hall, Scott Farrar, Clay Pinney e Mikael Salomon                                     |
| 1992 | Edward Scissorhands                       | Stan Winston                                                                               |
| 1992 | Prospero's Books                          | Frans Wamelink, Eve Ramboz e Masao Yamaguchi                                               |
| 1993 | Death Becomes Her                         | Michael Lantieri, Ken Ralston, Alec Gillis, Tom Woodruff Jr., Doug Chiang e Douglas Smythe |
| 1993 | Alien 3                                   | Richard Edlund, George Gibbs, Alec Gillis e Tom Woodruff Jr.                               |
| 1993 | Batman Returns                            | Michael Fink, John Bruno, Craig Barron e Dennis Skotak                                     |
| 1993 | Beauty and the Beast                      | Randy Fullmer                                                                              |
| 1994 | Jurassic Park                             | Dennis Muren, Stan Winston, Phil Tippett e Michael Lantieri                                |
| 1994 | Aladdin                                   | Don Paul e Steve Goldberg                                                                  |
| 1994 | Bram Stoker's Dracula                     | Roman Coppola, Gary Gutierrez, Michael Lantieri e Gene Warren Jr.                          |
| 1994 | The Fugitive                              | William Mesa e Roy Arbogast                                                                |
| 1995 | Forrest Gump                              | Ken Ralston, George Murphy, Stephen Rosenbaum, Doug Chiang e Allen Hall                    |
| 1995 | The Mask                                  | Scott Squires, Steve Williams, Tom Bertino e Jon Farhat                                    |
| 1995 | Speed                                     | Boyd Shermis, John Frazier, Ron Brinkmann e Richard E. Hollander                           |
| 1995 | True Lies                                 | John Bruno, Thomas L. Fisher, Jacques Stroweis, Patrick McClung e Jamie Dixon              |
| 1996 | Apollo 13                                 | Robert Legato, Michael Kanfer, Matt Sweeney e Leslie Ekker                                 |
| 1996 | Babe                                      | Scott E. Anderson, Neal Scanlan, John Cox, Chris Chitty e Charles Gibson                   |
| 1996 | GoldenEye                                 | Chris Corbould, Derek Meddings e Brian Smithies                                            |
| 1996 | Waterworld                                | Michael J. McAlister, Brad Kuehn, Robert Spurlock e Martin Bresin                          |
| 1997 | Twister                                   | Stefen Fangmeier, John Frazier, Henry LaBounta e Habib Zargarpour                          |
| 1997 | Independence Day                          | Tricia Henry Ashford, Volker Engel, Clay Pinney, Douglas Smith e Joe Viskocil              |
| 1997 | The Nutty Professor                       | Jon Farhat                                                                                 |
| 1997 | Toy Story                                 | Eben Fiske Ostby e William Reeves                                                          |
| 1998 | The Fifth Element (Le Cinquième élément)  | Mark Stetson, Karen Goulekas, Nick Allder, Neil Corbould e Nick Dudman                     |
| 1998 | The Borrowers                             | Peter Chiang                                                                               |
| 1998 | Men in Black                              | Eric Brevig, Rick Baker, Rob Coleman e Peter Chesney                                       |
| 1998 | Titanic                                   | Robert Legato, Mark Lasoff, Thomas L. Fisher e Michael Kanfer                              |
| 1999 | Saving Private Ryan                       | Stefen Fangmeier, Roger Guyett e Neil Corbould                                             |
| 1999 | Antz                                      | Philippe Gluckman, John Bell, Kendal Cronkhite e Ken Bielenberg                            |
| 1999 | Babe: Pig in the City                     | Bill Westenhofer, Neal Scanlan, Chris Godfrey e Grahame Andrew                             |
| 1999 | The Truman Show                           | Michael J. McAlister, Brad Kuehn, Craig Barron e Peter Chesney                             |
| 2000 | The Matrix                                | John Gaeta, Steve Courtley, Janek Sirrs e Jon Thum                                         |
| 2000 | A Bug's Life                              | William Reeves, Eben Fiske Ostby, Rick Sayre e Sharon Calahan                              |
| 2000 | The Mummy                                 | John Berton, Daniel Jeannette, Ben Snow e Chris Corbould                                   |
| 2000 | Sleepy Hollow                             | Jim Mitchell, Kevin Yagher, Joss Williams e Paddy Eason                                    |
| 2000 | Star Wars: Episode I – The Phantom Menace | John Knoll, Dennis Muren, Scott Squires e Rob Coleman                                      |

### Década de 2000
| Ano  | Filme                                                          | Vencedor(es)                                                                       |
| ---- | -------------------------------------------------------------- | ---------------------------------------------------------------------------------- |
| 2001 | The Perfect Storm                                              | Stefen Fangmeier, John Frazier, Walt Conti, Habib Zargarpour e Tim Alexander       |
| 2001 | Chicken Run                                                    | Paddy Eason, Mark Nelmes e Dave Alex Riddett                                       |
| 2001 | Wo hu cang long (Crouching Tiger, Hidden Dragon)               | Rob Hodgson, Leo Lo, Jonathan F. Styrlund, Bessie Cheuk e Travis Baumann           |
| 2001 | Gladiator                                                      | John Nelson, Neil Corbould, Tim Burke e Rob Harvey                                 |
| 2001 | Vertical Limit                                                 | Kent Houston, Tricia Henry Ashford, Neil Corbould, John Paul Docherty e Dion Hatch |
| 2002 | The Lord of the Rings: The Fellowship of the Ring              | Jim Rygiel, Richard Taylor, Alex Funke, Randall William Cook e Mark Stetson        |
| 2002 | A.I. Artificial Intelligence                                   | Dennis Muren, Scott Farrar e Michael Lantieri                                      |
| 2002 | Harry Potter and the Philosopher's Stone                       | Robert Legato, Nick Davis, John Richardson, Roger Guyett e Jim Berney              |
| 2002 | Moulin Rouge!                                                  | Chris Godfrey, Andy Brown, Nathan McGuinness e Brian Cox                           |
| 2002 | Shrek                                                          | Ken Bielenberg                                                                     |
| 2003 | The Lord of the Rings: The Two Towers                          | Jim Rygiel, Joe Letteri, Randall William Cook e Alex Funke                         |
| 2003 | Gangs of New York                                              | R. Bruce Steinheimer, Michael Owens, Ed Hirsh e Jon Alexander                      |
| 2003 | Harry Potter and the Chamber of Secrets                        | Jim Mitchell, Nick Davis, John Richardson, Bill George e Nick Dudman               |
| 2003 | Minority Report                                                | Scott Farrar, Michael Lantieri, Nathan McGuinness e Henry LaBounta                 |
| 2003 | Spider-Man                                                     | John Dykstra, Scott Stokdyk, John Frazier e Anthony LaMolinara                     |
| 2004 | The Lord of the Rings: The Return of the King                  | Joe Letteri, Jim Rygiel, Randall William Cook e Alex Funke                         |
| 2004 | Big Fish                                                       | Kevin Mack, Seth Maury, Lindsay MacGowan e Paddy Eason                             |
| 2004 | Kill Bill (Volume 1)                                           | Tommy Tom, Kia Kwan, Tam Wai, Kit Leung, Jaco Wong e Hin Leung                     |
| 2004 | Master and Commander: The Far Side of the World                | Stefen Fangmeier, Nathan McGuinness, Robert Stromberg e Dan Sudick                 |
| 2004 | Pirates of the Caribbean: The Curse of the Black Pearl         | John Knoll, Hal Hickel, Terry Frazee e Charles Gibson                              |
| 2005 | The Day After Tomorrow                                         | Karen Goulekas, Neil Corbould, Greg Strause e Remo Balcells                        |
| 2005 | The Aviator                                                    | Robert Legato, Peter G. Travers, Matthew Gratzner e R. Bruce Steinheimer           |
| 2005 | Harry Potter and the Prisoner of Azkaban                       | John Richardson, Roger Guyett, Tim Burke, Bill George e Karl Mooney                |
| 2005 | Shi mian mai fu (House of Flying Daggers)                      | Angie Lam, Andy Brown, Kirsty Millar e Luke Hetherington                           |
| 2005 | Spider-Man 2                                                   | John Dykstra, Scott Stokdyk, Anthony LaMolinara e John Frazier                     |
| 2006 | King Kong                                                      | Joe Letteri, Christian Rivers, Brian Van't Hul e Richard Taylor                    |
| 2006 | Batman Begins                                                  | Janek Sirrs, Dan Glass, Chris Corbould e Paul J. Franklin                          |
| 2006 | Charlie and the Chocolate Factory                              | Nick Davis, Jon Thum, Chas Jarrett e Joss Williams                                 |
| 2006 | The Chronicles of Narnia: The Lion, the Witch and the Wardrobe | Dean Wright, Bill Westenhofer, Jim Berney e Scott Farrar                           |
| 2006 | Harry Potter and the Goblet of Fire                            | Jim Mitchell, John Richardson, Tim Webber e Tim Alexander                          |
| 2007 | Pirates of the Caribbean: Dead Man's Chest                     | John Knoll, Hal Hickel, Charles Gibson e Allen Hall                                |
| 2007 | Casino Royale                                                  | Steven Begg, Chris Corbould, John Paul Docherty e Ditch Doy                        |
| 2007 | Children of Men                                                | Frazer Churchill, Tim Webber, Mike Eames e Paul Corbould                           |
| 2007 | El laberinto del fauno (Pan's Labyrinth)                       | Edward Irastorza, Everett Burrell, David Martí e Montse Ribé                       |
| 2007 | Superman Returns                                               | Mark Stetson, Neil Corbould, Richard R. Hoover e Jon Thum                          |
| 2008 | The Golden Compass                                             | Michael Fink, Bill Westenhofer, Ben Morris e Trevor Wood                           |
| 2008 | The Bourne Ultimatum                                           | Peter Chiang, Charlie Noble, Mattias Lindahl e Joss Williams                       |
| 2008 | Harry Potter and the Order of the Phoenix                      | Tim Burke, John Richardson, Emma Norton e Chris Shaw                               |
| 2008 | Pirates of the Caribbean: At World's End                       | John Knoll, Charles Gibson, Hal Hickel e John Frazier                              |
| 2008 | Spider-Man 3                                                   | Scott Stokdyk, Peter Nofz, John Frazier e Spencer Cook                             |
| 2009 | The Curious Case of Benjamin Button                            | Eric Barba, Craig Barron, Nathan McGuinness e Edson Williams                       |
| 2009 | The Dark Knight                                                | Chris Corbould, Nick Davis, Paul Franklin e Tim Webber                             |
| 2009 | Indiana Jones and the Kingdom of the Crystal Skull             | Pablo Helman, Marshall Krasser e Steve Rawlins                                     |
| 2009 | Iron Man                                                       | Shane Mahan, John Nelson, Ben Snow e Hal Hickel                                    |
| 2009 | Quantum of Solace                                              | Chris Corbould e Kevin Tod Haug                                                    |
| 2010 | Avatar                                                         | Joe Letteri, Stephen Rosenbaum, Richard Baneham e Andrew R. Jones                  |
| 2010 | District 9                                                     | Dan Kaufman, Peter Muyzers, Robert Habros e Matt Aitken                            |
| 2010 | Harry Potter and the Half-Blood Prince                         | John Richardson, Tim Burke, Tim Alexander e Nicolas Aithadi                        |
| 2010 | The Hurt Locker                                                | Richard Stutsman                                                                   |
| 2010 | Star Trek                                                      | Roger Guyett, Russell Earl, Paul Kavanagh e Burt Dalton                            |

### Década de 2010
| Ano  | Filme                                         | Vencedor(es)                                                               |
| ---- | --------------------------------------------- | -------------------------------------------------------------------------- |
| 2011 | Inception                                     | Chris Corbould, Paul Franklin, Andrew Lockley e Peter Bebb                 |
| 2011 | Alice in Wonderland                           | Ken Ralston, David Schaub, Sean Phillips e Carey Villegas                  |
| 2011 | Black Swan                                    | Dan Schrecker                                                              |
| 2011 | Harry Potter and the Deathly Hallows – Part 1 | Tim Burke, John Richardson, Nicolas Aithadi e Christian Manz               |
| 2011 | Toy Story 3                                   | Guido Quaroni, Michael Fong e David Ryu                                    |
| 2012 | Harry Potter and the Deathly Hallows – Part 2 | Tim Burke, John Richardson, Greg Butler e David Vickery                    |
| 2012 | The Adventures of Tintin                      | Joe Letteri, Keith Miller, Wayne Stables e Jamie Beard                     |
| 2012 | Hugo                                          | Robert Legato, Ben Grossmann e Joss Williams                               |
| 2012 | Rise of the Planet of the Apes                | Joe Letteri, Dan Lemmon e R. Christopher White                             |
| 2012 | War Horse                                     | Ben Morris e Neil Corbould                                                 |
| 2013 | Life of Pi                                    | Bill Westenhofer, Guillaume Rocheron, Erik-Jan de Boer e Donald R. Elliott |
| 2013 | The Avengers                                  | Janek Sirrs, Jeff White, Guy Williams e Dan Sudick                         |
| 2013 | The Dark Knight Rises                         | Paul Franklin, Chris Corbould, Peter Bebb e Andrew Lockley                 |
| 2013 | The Hobbit: An Unexpected Journey             | Joe Letteri, Eric Saindon, David Clayton e R. Christopher White            |
| 2013 | Prometheus                                    | Richard Stammers, Charley Henley, Trevor Wood e Paul Butterworth           |
| 2014 | Gravity                                       | Tim Webber, Chris Lawrence, Dave Shirk, Neil Corbould e Nikki Penny        |
| 2014 | The Hobbit: The Desolation of Smaug           | Joe Letteri, Eric Saindon, David Clayton e Eric Reynolds                   |
| 2014 | Iron Man 3                                    | Bryan Grill, Christopher Townsend, Guy Williams e Dan Sudick               |
| 2014 | Pacific Rim                                   | Hal Hickel, John Knoll, Lindy DeQuattro e Nigel Sumner                     |
| 2014 | Star Trek Into Darkness                       | Roger Guyett, Patrick Tubach, Ben Grossmann e Burt Dalton                  |
| 2015 | Interstellar                                  | Paul Franklin, Scott R. Fisher, Andrew Lockley e Ian Hunter                |
| 2015 | Dawn of the Planet of the Apes                | Joe Letteri, Dan Lemmon, Erik Winquist e Daniel Barrett                    |
| 2015 | Guardians of the Galaxy                       | Stephane Ceretti, Paul Corbould, Jonathan Fawkner e Nicolas Aithadi        |
| 2015 | The Hobbit: The Battle of the Five Armies     | Joe Letteri, Eric Saindon, David Clayton e R. Christopher White            |
| 2015 | X-Men: Days of Future Past                    | Richard Stammers, Anders Langlands, Tim Crosbie e Cameron Waldbauer        |
| 2016 | Star Wars: Episode VII — The Force Awakens    | Chris Corbould, Roger Guyett, Paul Kavanagh e Neal Scanlan                 |
| 2016 | Ant-Man                                       | Jake Morrison, Greg Steele, Dan Sudick e Alex Wuttke                       |
| 2016 | Ex Machina                                    | Mark Williams Ardington, Sara Bennett, Paul Norris e Andrew Whitehurst     |
| 2016 | Mad Max: Fury Road                            | Andrew Jackson, Dan Oliver, Tom Wood e Andy Williams                       |
| 2016 | The Martian                                   | Chris Lawrence, Tim Ledbury, Richard Stammers e Steven Warner              |
| 2017 | The Jungle Book                               | Robert Legato, Dan Lemmon, Andrew R. Jones e Adam Valdez                   |
| 2017 | Arrival                                       | Louis Morin                                                                |
| 2017 | Doctor Strange                                | Richard Bluff, Stephane Ceretti, Paul Corbould e Jonathan Fawkner          |
| 2017 | Fantastic Beasts and Where to Find Them       | Tim Burke, Pablo Grillo, Christian Manz e David Watkins                    |
| 2017 | Rogue One: A Star Wars Story                  | Neil Corbould, Hal Hickel, Mohen Leo, John Knoll e Nigel Sumner            |
| 2018 | Blade Runner 2049                             | Richard R. Hoover, Paul Lambert, Gerd Nefzer e John Nelson                 |
| 2018 | Dunkirk                                       | Scott R. Fisher, Andrew Jackson, Paul Corbould e Andrew Lockley            |
| 2018 | The Shape of Water                            | Dennis Berardi, Trey Harrell, Mike Hill e Kevin Scott                      |
| 2018 | Star Wars: The Last Jedi                      | Stephen Aplin, Chris Corbould, Ben Morris e Neal Scanlan                   |
| 2018 | War for the Planet of the Apes                | Daniel Barrett, Dan Lemmon, Joe Letteri e Joel Whist                       |
| 2019 | Black Panther                                 | Geoffrey Baumann, Jesse James Chisholm, Craig Hammack e Dan Sudick         |
| 2019 | Avengers: Infinity War                        | Dan DeLeeuw, Russell Earl, Kelly Port e Dan Sudick                         |
| 2019 | Fantastic Beasts: The Crimes of Grindelwald   | Tim Burke, Andy Kind, Christian Manz e David Watkins                       |
| 2019 | First Man                                     | Ian Hunter, Paul Lambert, Tristan Myles e J.D. Schwalm                     |
| 2019 | Ready Player One                              | Matthew E. Butler, Grady Cofer, Roger Guyett e David Shirk                 |
| 2020 | 1917                                          | Greg Butler, Guillaume Rocheron e Dominic Tuohy                            |
| 2020 | Avengers: Endgame                             | Dan DeLeeuw, Dan Sudick, Matt Aitken e Russell Earl                        |
| 2020 | The Irishman                                  | Ivan Busquets, Leandro Estebecorena, Stephane Grabli e Pablo Helman        |
| 2020 | The Lion King                                 | Andrew R. Jones, Robert Legato, Elliot Newman e Adam Valdez                |
| 2020 | Star Wars: The Rise of Skywalker              | Roger Guyett, Paul Kavanagh, Neal Scanlan e Dominic Tuohy                  |

### Década de 2020
| Ano  | Filme                                         | Vencedor(es)                                                              |
| ---- | --------------------------------------------- | ------------------------------------------------------------------------- |
| 2021 | Tenet                                         | Scott R. Fisher, Andrew Jackson e Andrew Lockley                          |
| 2021 | Greyhound                                     | Pete Bebb, Nathan McGuinness e Sebastian von Overheidt                    |
| 2021 | The Midnight Sky                              | Matt Kasmir, Chris Lawrence e David Watkins                               |
| 2021 | Mulan                                         | Sean Faden, Steve Ingram, Anders Langlands e Seth Maury                   |
| 2021 | The One and Only Ivan                         | Santiago Colomo Martinez, Nick Davis e Greg Fisher                        |
| 2022 | Dune                                          | Brian Connor, Paul Lambert, Tristan Myles e Gerd Nefzer                   |
| 2022 | Free Guy                                      | Swen Gillberg, Bryan Grill, Nikos Kalaitzidis e Dan Sudick                |
| 2022 | Ghostbusters: Afterlife                       | Aharon Bourland, Sheena Duggal, Pier Lefebvre e Alessandro Ongaro         |
| 2022 | The Matrix Resurrections                      | Tom Debenham, Huw J. Evans, Dan Glass e J. D. Schwalm                     |
| 2022 | No Time to Die                                | Mark Bakowski, Chris Corbould, Joel Green e Charlie Noble                 |
| 2023 | Avatar: The Way of Water                      | Richard Baneham, Daniel Barrett, Joe Letteri e Eric Saindon               |
| 2023 | Im Westen nichts Neues                        | Markus Frank, Kamil Jafar, Viktor Müller e Frank Petzold                  |
| 2023 | The Batman                                    | Russell Earl, Dan Lemmon, Anders Langlands e Dominic Tuohy                |
| 2023 | Everything Everywhere All at Once             | Benjamin Brewer, Ethan Feldbau, Jonathan Kombrinck e Zak Stoltz           |
| 2023 | Top Gun: Maverick                             | Seth Hill, Scott R. Fisher, Bryan Litson e Ryan Tudh                      |
| 2024 | Poor Things                                   | Tim Barter, Simon Hughes, Dean Koonjul e Jane Paton                       |
| 2024 | The Creator                                   | Jonathan Bullock, Charmaine Chan, Ian Comley e Jay Cooper                 |
| 2024 | Guardians of the Galaxy Vol. 3                | Theo Bialek, Stephane Ceretti, Alexis Wajsbrot e Guy Williams             |
| 2024 | Mission: Impossible – Dead Reckoning Part One | Neil Corbould, Simone Coco, Jeff Sutherland e Alex Wuttke                 |
| 2024 | Napoleon                                      | Henry Badgett, Neil Corbould, Charley Henley e Luc-Ewen Martin-Fenouillet |
| 2025 | Dune: Part Two                                | Paul Lambert, Stephen James, Rhys Salcombe e Gerd Nefzer                  |
| 2025 | Better Man                                    | Luke Millar, David Clayton, Keith Herft e Peter Stubbs                    |
| 2025 | Gladiator II                                  | Mark Bakowski, Neil Corbould, Nikki Penny e Pietro Ponti                  |
| 2025 | Wicked                                        | Pablo Helman, Jonathan Fawkner, Anthony Smith e Paul Corbould             |
| 2025 | Kingdom of the Planet of the Apes             | Erik Winquist, Stephen Unterfranz, Paul Story e Rodney Burke              |